# Montatheris hindii
Montatheris hindii — вид змій родини Гадюкові (Viperidae). Інші назви: гадюка гірська кенійська.

## Етимологія
Вид названий на честь доктора Сінді Лагфорда Хінда (Sidney Langford Hinde, 1863—1930)

## Поширення
Ендемік Кенії. Відомий тільки з ізольованих популяцій на великих висотах на горі Кенія і вересових пусток в плато Кінангоп, гір Абердер.